# Christiaan X van Denemarken
Christian Carl Frederik Albert Alexander Vilhelm (Charlottenlund bij Kopenhagen, 26 september 1870 – Amalienborg, 20 april 1947), in het Nederlands ook wel Christiaan genoemd, was van 1912 tot 1947 koning van Denemarken, waartoe tot 1918 ook IJsland behoorde. Van 1918 tot 1944 regeerde hij over een onafhankelijk IJsland in personele unie met Denemarken.
Hij was de oudste zoon van koning Frederik VIII en Louise, dochter van Karel XV van Zweden. De Noorse koning Haakon VII was zijn broer.

## Gezin
Christiaan X was getrouwd met Alexandrine Augusta van Mecklenburg-Schwerin, dochter van groothertog Friedrich Franz III von Mecklenburg. Zij was een nicht van prins Hendrik der Nederlanden. Ze hadden twee kinderen:
- Frederik IX (11 maart 1899 – 14 januari 1972) gehuwd met Ingrid van Zweden (1910-2000)
- Knud (27 juli 1900 – 14 juni 1976) gehuwd met Caroline Mathilde van Denemarken (1912-1995)

## Regeerperiode
Tijdens Christiaans bewind vonden beide wereldoorlogen plaats. In tegenstelling tot bijvoorbeeld Haakon VII van Noorwegen en de Nederlandse koningin Wilhelmina ontvluchtte hij tijdens de Tweede Wereldoorlog zijn land niet. Hij bleef in Kopenhagen duidelijk aanwezig als symbool van de Deense zaak. Hij maakte dagelijks te paard een rit door de stad, niet begeleid door lakeien of bewakers.
Christiaan werkte de Duitse bezetters sterk tegen en sympathiseerde met de Joden. Na een brandstichting in een Kopenhaagse synagoge in december 1941 zond hij bijvoorbeeld een steunbetuiging aan de rabbijn. Adolf Hitler zond Christiaan op diens zeventigste verjaardag een felicitatieboodschap. De koning antwoordde met het zéér beknopte "hartelijk bedankt", hetgeen Hitler als een belediging zag.
De bezetting van Denemarken maakte communicatie met IJsland onmogelijk. Het IJslandse parlement nam op 10 april 1940 het heft in eigen handen. Een maand later bezetten de Britten IJsland en op 17 juni 1944 stemde het IJslandse volk in een referendum vóór afscheiding van Denemarken.
De bejaarde Christiaan viel in oktober 1942 van zijn paard. Dit veroorzaakte chronische gezondheidsproblemen en hij verscheen sindsdien nauwelijks meer in het openbaar. Op 9 mei 1945 woonde hij, zichtbaar verzwakt en in een rolstoel, de heropening van de Deense Rijksdag bij. Hij stierf op 20 april 1947. Op zijn kist werd een armband geplaatst, zoals de leden van het verzet tijdens de oorlog die droegen.

## Mythe
Bekend is de mythe dat Christiaan, toen de Deense Joden werden verplicht een gele armband met Jodenster te dragen, zelf ook een dergelijke armband ging dragen. In navolging hiervan zouden de Denen toen ook allemaal zo'n armband hebben omgedaan, zodat de Joden niet meer opvielen. Dit verhaal strookt niet met de werkelijkheid. De Denen droegen nooit een Jodenster en de Duitse bezetter heeft de Joden in Denemarken zelfs nooit verplicht er een te dragen. Wel schijnt de koning het idee dat alle Denen sterren zouden moeten dragen, mocht de bezetter de Jodenster invoeren in Denemarken, aan zijn bewindslieden gesuggereerd te hebben. Op 10 januari 1942 verscheen een cartoon van de Noor Ragnvald Blix waarin de koning zijn idee meegaf aan premier Thorvald Stauning. Waarschijnlijk werd het zo opgepikt door Deense Amerikanen, die het idee als werkelijkheid voorstelden en zo de mythe verspreidden.

## Kwartierstaat (voorouders)
| Frederik Willem van Sleeswijk- Holstein-Sonderburg-Glücksburg (1785-1831) | Frederik Willem van Sleeswijk- Holstein-Sonderburg-Glücksburg (1785-1831) | Frederik Willem van Sleeswijk- Holstein-Sonderburg-Glücksburg (1785-1831) | Frederik Willem van Sleeswijk- Holstein-Sonderburg-Glücksburg (1785-1831) | Frederik Willem van Sleeswijk- Holstein-Sonderburg-Glücksburg (1785-1831) | Frederik Willem van Sleeswijk- Holstein-Sonderburg-Glücksburg (1785-1831) | Louise Caroline van Hesse-Kassel (1789-1867) | Louise Caroline van Hesse-Kassel (1789-1867) | Louise Caroline van Hesse-Kassel (1789-1867) | Louise Caroline van Hesse-Kassel (1789-1867) | Louise Caroline van Hesse-Kassel (1789-1867) | Louise Caroline van Hesse-Kassel (1789-1867) |                                          |                                          | Willem van Hessen-Kassel (1787-1867)     | Willem van Hessen-Kassel (1787-1867)     | Willem van Hessen-Kassel (1787-1867)       | Willem van Hessen-Kassel (1787-1867)       | Willem van Hessen-Kassel (1787-1867)       | Willem van Hessen-Kassel (1787-1867)       | Louise Charlotte van Denemarken (1789-1864) | Louise Charlotte van Denemarken (1789-1864) | Louise Charlotte van Denemarken (1789-1864) | Louise Charlotte van Denemarken (1789-1864) | Louise Charlotte van Denemarken (1789-1864) | Louise Charlotte van Denemarken (1789-1864) |                                   |                                   | Oscar I van Zweden (1799-1859)    | Oscar I van Zweden (1799-1859)    | Oscar I van Zweden (1799-1859) | Oscar I van Zweden (1799-1859) | Oscar I van Zweden (1799-1859)      | Oscar I van Zweden (1799-1859)      | Josephine van Leuchtenberg (1807-1876) | Josephine van Leuchtenberg (1807-1876) | Josephine van Leuchtenberg (1807-1876) | Josephine van Leuchtenberg (1807-1876) | Josephine van Leuchtenberg (1807-1876) | Josephine van Leuchtenberg (1807-1876) |                                  |                                  | Frederik der Nederlanden (1797-1881) | Frederik der Nederlanden (1797-1881) | Frederik der Nederlanden (1797-1881) | Frederik der Nederlanden (1797-1881) | Frederik der Nederlanden (1797-1881) | Frederik der Nederlanden (1797-1881) | Louise van Pruisen (1808-1870)       | Louise van Pruisen (1808-1870)       | Louise van Pruisen (1808-1870) | Louise van Pruisen (1808-1870) | Louise van Pruisen (1808-1870) | Louise van Pruisen (1808-1870) |  |  |  |  |  |  |  |  |  |  |  |  |  |  |  |  |  |  |  |  |  |  |  |  |  |  |  |  |  |  |  |  |  |  |  |  |  |  |  |  |  |  |  |  |  |  |  |  |
| Frederik Willem van Sleeswijk- Holstein-Sonderburg-Glücksburg (1785-1831) | Frederik Willem van Sleeswijk- Holstein-Sonderburg-Glücksburg (1785-1831) | Frederik Willem van Sleeswijk- Holstein-Sonderburg-Glücksburg (1785-1831) | Frederik Willem van Sleeswijk- Holstein-Sonderburg-Glücksburg (1785-1831) | Frederik Willem van Sleeswijk- Holstein-Sonderburg-Glücksburg (1785-1831) | Frederik Willem van Sleeswijk- Holstein-Sonderburg-Glücksburg (1785-1831) | Louise Caroline van Hesse-Kassel (1789-1867) | Louise Caroline van Hesse-Kassel (1789-1867) | Louise Caroline van Hesse-Kassel (1789-1867) | Louise Caroline van Hesse-Kassel (1789-1867) | Louise Caroline van Hesse-Kassel (1789-1867) | Louise Caroline van Hesse-Kassel (1789-1867) |                                          |                                          | Willem van Hessen-Kassel (1787-1867)     | Willem van Hessen-Kassel (1787-1867)     | Willem van Hessen-Kassel (1787-1867)       | Willem van Hessen-Kassel (1787-1867)       | Willem van Hessen-Kassel (1787-1867)       | Willem van Hessen-Kassel (1787-1867)       | Louise Charlotte van Denemarken (1789-1864) | Louise Charlotte van Denemarken (1789-1864) | Louise Charlotte van Denemarken (1789-1864) | Louise Charlotte van Denemarken (1789-1864) | Louise Charlotte van Denemarken (1789-1864) | Louise Charlotte van Denemarken (1789-1864) |                                   |                                   | Oscar I van Zweden (1799-1859)    | Oscar I van Zweden (1799-1859)    | Oscar I van Zweden (1799-1859) | Oscar I van Zweden (1799-1859) | Oscar I van Zweden (1799-1859)      | Oscar I van Zweden (1799-1859)      | Josephine van Leuchtenberg (1807-1876) | Josephine van Leuchtenberg (1807-1876) | Josephine van Leuchtenberg (1807-1876) | Josephine van Leuchtenberg (1807-1876) | Josephine van Leuchtenberg (1807-1876) | Josephine van Leuchtenberg (1807-1876) |                                  |                                  | Frederik der Nederlanden (1797-1881) | Frederik der Nederlanden (1797-1881) | Frederik der Nederlanden (1797-1881) | Frederik der Nederlanden (1797-1881) | Frederik der Nederlanden (1797-1881) | Frederik der Nederlanden (1797-1881) | Louise van Pruisen (1808-1870)       | Louise van Pruisen (1808-1870)       | Louise van Pruisen (1808-1870) | Louise van Pruisen (1808-1870) | Louise van Pruisen (1808-1870) | Louise van Pruisen (1808-1870) |  |  |  |  |  |  |  |  |  |  |  |  |  |  |  |  |  |  |  |  |  |  |  |  |  |  |  |  |  |  |  |  |  |  |  |  |  |  |  |  |  |  |  |  |  |  |  |  |
|                                                                           |                                                                           |                                                                           |                                                                           |                                                                           |                                                                           |                                              |                                              |                                              |                                              |                                              |                                              |                                          |                                          |                                          |                                          |                                            |                                            |                                            |                                            |                                             |                                             |                                             |                                             |                                             |                                             |                                   |                                   |                                   |                                   |                                |                                |                                     |                                     |                                        |                                        |                                        |                                        |                                        |                                        |                                  |                                  |                                      |                                      |                                      |                                      |                                      |                                      |                                      |                                      |                                |                                |                                |                                |  |  |  |  |  |  |  |  |  |  |  |  |  |  |  |  |  |  |  |  |  |  |  |  |  |  |  |  |  |  |  |  |  |  |  |  |  |  |  |  |  |  |  |  |  |  |  |  |
|                                                                           |                                                                           |                                                                           |                                                                           | Christiaan IX van Denemarken (1818-1906)                                  | Christiaan IX van Denemarken (1818-1906)                                  | Christiaan IX van Denemarken (1818-1906)     | Christiaan IX van Denemarken (1818-1906)     | Christiaan IX van Denemarken (1818-1906)     | Christiaan IX van Denemarken (1818-1906)     |                                              |                                              |                                          |                                          |                                          |                                          | Louise van Hessen-Kassel (1817-1898)       | Louise van Hessen-Kassel (1817-1898)       | Louise van Hessen-Kassel (1817-1898)       | Louise van Hessen-Kassel (1817-1898)       | Louise van Hessen-Kassel (1817-1898)        | Louise van Hessen-Kassel (1817-1898)        |                                             |                                             |                                             |                                             |                                   |                                   |                                   |                                   |                                |                                | Karel XV van Zweden (1826-1872)     | Karel XV van Zweden (1826-1872)     | Karel XV van Zweden (1826-1872)        | Karel XV van Zweden (1826-1872)        | Karel XV van Zweden (1826-1872)        | Karel XV van Zweden (1826-1872)        |                                        |                                        |                                  |                                  |                                      |                                      | Louise van Oranje-Nassau (1828-1871) | Louise van Oranje-Nassau (1828-1871) | Louise van Oranje-Nassau (1828-1871) | Louise van Oranje-Nassau (1828-1871) | Louise van Oranje-Nassau (1828-1871) | Louise van Oranje-Nassau (1828-1871) |                                |                                |                                |                                |  |  |  |  |  |  |  |  |  |  |  |  |  |  |  |  |  |  |  |  |  |  |  |  |  |  |  |  |  |  |  |  |  |  |  |  |  |  |  |  |  |  |  |  |  |  |  |  |
|                                                                           |                                                                           |                                                                           |                                                                           | Christiaan IX van Denemarken (1818-1906)                                  | Christiaan IX van Denemarken (1818-1906)                                  | Christiaan IX van Denemarken (1818-1906)     | Christiaan IX van Denemarken (1818-1906)     | Christiaan IX van Denemarken (1818-1906)     | Christiaan IX van Denemarken (1818-1906)     |                                              |                                              |                                          |                                          |                                          |                                          | Louise van Hessen-Kassel (1817-1898)       | Louise van Hessen-Kassel (1817-1898)       | Louise van Hessen-Kassel (1817-1898)       | Louise van Hessen-Kassel (1817-1898)       | Louise van Hessen-Kassel (1817-1898)        | Louise van Hessen-Kassel (1817-1898)        |                                             |                                             |                                             |                                             |                                   |                                   |                                   |                                   |                                |                                | Karel XV van Zweden (1826-1872)     | Karel XV van Zweden (1826-1872)     | Karel XV van Zweden (1826-1872)        | Karel XV van Zweden (1826-1872)        | Karel XV van Zweden (1826-1872)        | Karel XV van Zweden (1826-1872)        |                                        |                                        |                                  |                                  |                                      |                                      | Louise van Oranje-Nassau (1828-1871) | Louise van Oranje-Nassau (1828-1871) | Louise van Oranje-Nassau (1828-1871) | Louise van Oranje-Nassau (1828-1871) | Louise van Oranje-Nassau (1828-1871) | Louise van Oranje-Nassau (1828-1871) |                                |                                |                                |                                |  |  |  |  |  |  |  |  |  |  |  |  |  |  |  |  |  |  |  |  |  |  |  |  |  |  |  |  |  |  |  |  |  |  |  |  |  |  |  |  |  |  |  |  |  |  |  |  |
|                                                                           |                                                                           |                                                                           |                                                                           |                                                                           |                                                                           |                                              |                                              |                                              |                                              | Frederik VIII van Denemarken (1843-1912)     | Frederik VIII van Denemarken (1843-1912)     | Frederik VIII van Denemarken (1843-1912) | Frederik VIII van Denemarken (1843-1912) | Frederik VIII van Denemarken (1843-1912) | Frederik VIII van Denemarken (1843-1912) |                                            |                                            |                                            |                                            |                                             |                                             |                                             |                                             |                                             |                                             |                                   |                                   |                                   |                                   |                                |                                |                                     |                                     |                                        |                                        |                                        |                                        | Louise van Zweden (1851-1926)          | Louise van Zweden (1851-1926)          | Louise van Zweden (1851-1926)    | Louise van Zweden (1851-1926)    | Louise van Zweden (1851-1926)        | Louise van Zweden (1851-1926)        |                                      |                                      |                                      |                                      |                                      |                                      |                                |                                |                                |                                |  |  |  |  |  |  |  |  |  |  |  |  |  |  |  |  |  |  |  |  |  |  |  |  |  |  |  |  |  |  |  |  |  |  |  |  |  |  |  |  |  |  |  |  |  |  |  |  |
|                                                                           |                                                                           |                                                                           |                                                                           |                                                                           |                                                                           |                                              |                                              |                                              |                                              | Frederik VIII van Denemarken (1843-1912)     | Frederik VIII van Denemarken (1843-1912)     | Frederik VIII van Denemarken (1843-1912) | Frederik VIII van Denemarken (1843-1912) | Frederik VIII van Denemarken (1843-1912) | Frederik VIII van Denemarken (1843-1912) |                                            |                                            |                                            |                                            |                                             |                                             |                                             |                                             |                                             |                                             |                                   |                                   |                                   |                                   |                                |                                |                                     |                                     |                                        |                                        |                                        |                                        | Louise van Zweden (1851-1926)          | Louise van Zweden (1851-1926)          | Louise van Zweden (1851-1926)    | Louise van Zweden (1851-1926)    | Louise van Zweden (1851-1926)        | Louise van Zweden (1851-1926)        |                                      |                                      |                                      |                                      |                                      |                                      |                                |                                |                                |                                |  |  |  |  |  |  |  |  |  |  |  |  |  |  |  |  |  |  |  |  |  |  |  |  |  |  |  |  |  |  |  |  |  |  |  |  |  |  |  |  |  |  |  |  |  |  |  |  |
|                                                                           |                                                                           |                                                                           |                                                                           |                                                                           |                                                                           |                                              |                                              |                                              |                                              |                                              |                                              |                                          |                                          |                                          |                                          |                                            |                                            |                                            |                                            |                                             |                                             |                                             |                                             |                                             |                                             |                                   |                                   |                                   |                                   |                                |                                |                                     |                                     |                                        |                                        |                                        |                                        |                                        |                                        |                                  |                                  |                                      |                                      |                                      |                                      |                                      |                                      |                                      |                                      |                                |                                |                                |                                |  |  |  |  |  |  |  |  |  |  |  |  |  |  |  |  |  |  |  |  |  |  |  |  |  |  |  |  |  |  |  |  |  |  |  |  |  |  |  |  |  |  |  |  |  |  |  |  |
|                                                                           |                                                                           |                                                                           |                                                                           |                                                                           |                                                                           |                                              |                                              |                                              |                                              |                                              |                                              |                                          |                                          |                                          |                                          |                                            |                                            |                                            |                                            |                                             |                                             |                                             |                                             |                                             |                                             |                                   |                                   |                                   |                                   |                                |                                |                                     |                                     |                                        |                                        |                                        |                                        |                                        |                                        |                                  |                                  |                                      |                                      |                                      |                                      |                                      |                                      |                                      |                                      |                                |                                |                                |                                |  |  |  |  |  |  |  |  |  |  |  |  |  |  |  |  |  |  |  |  |  |  |  |  |  |  |  |  |  |  |  |  |  |  |  |  |  |  |  |  |  |  |  |  |  |  |  |  |
| Christiaan X van Denemarken (1870-1947)                                   | Christiaan X van Denemarken (1870-1947)                                   | Christiaan X van Denemarken (1870-1947)                                   | Christiaan X van Denemarken (1870-1947)                                   | Christiaan X van Denemarken (1870-1947)                                   | Christiaan X van Denemarken (1870-1947)                                   |                                              |                                              | Haakon VII van Noorwegen (1872-1957)         | Haakon VII van Noorwegen (1872-1957)         | Haakon VII van Noorwegen (1872-1957)         | Haakon VII van Noorwegen (1872-1957)         | Haakon VII van Noorwegen (1872-1957)     | Haakon VII van Noorwegen (1872-1957)     |                                          |                                          | Louise Caroline van Denemarken (1875-1906) | Louise Caroline van Denemarken (1875-1906) | Louise Caroline van Denemarken (1875-1906) | Louise Caroline van Denemarken (1875-1906) | Louise Caroline van Denemarken (1875-1906)  | Louise Caroline van Denemarken (1875-1906)  |                                             |                                             | Harald van Denemarken (1876-1949)           | Harald van Denemarken (1876-1949)           | Harald van Denemarken (1876-1949) | Harald van Denemarken (1876-1949) | Harald van Denemarken (1876-1949) | Harald van Denemarken (1876-1949) |                                |                                | Ingeborg van Denemarken (1878-1958) | Ingeborg van Denemarken (1878-1958) | Ingeborg van Denemarken (1878-1958)    | Ingeborg van Denemarken (1878-1958)    | Ingeborg van Denemarken (1878-1958)    | Ingeborg van Denemarken (1878-1958)    |                                        |                                        | Thyra van Denemarken (1889-1945) | Thyra van Denemarken (1889-1945) | Thyra van Denemarken (1889-1945)     | Thyra van Denemarken (1889-1945)     | Thyra van Denemarken (1889-1945)     | Thyra van Denemarken (1889-1945)     |                                      |                                      | 1 broer en 1 zuster                  | 1 broer en 1 zuster                  | 1 broer en 1 zuster            | 1 broer en 1 zuster            | 1 broer en 1 zuster            | 1 broer en 1 zuster            |  |  |  |  |  |  |  |  |  |  |  |  |  |  |  |  |  |  |  |  |  |  |  |  |  |  |  |  |  |  |  |  |  |  |  |  |  |  |  |  |  |  |  |  |  |  |  |  |